# Josef Reinhart
Josef Reinhart (* 1. September 1875 bei Rüttenen; † 14. April 1957 in Solothurn) war ein Schweizer Volksschriftsteller.

## Leben

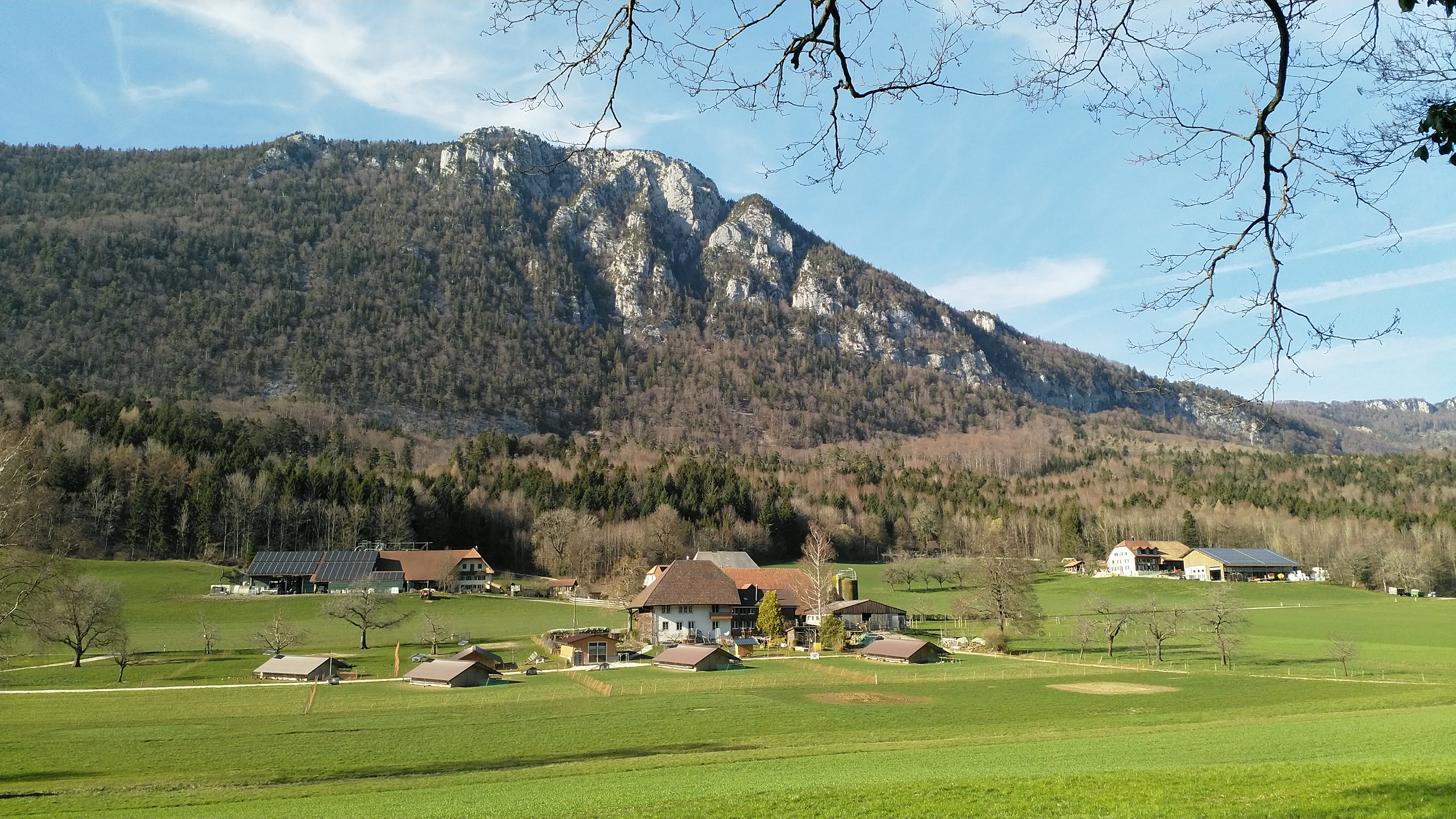
Galmis

Als Bauernkind aufgewachsen auf einem Hof im Galmis, einem kleinen Tal, durch das die Strasse von Rüttenen nach Balm bei Günsberg führt, wirkte Josef Reinhart ab 1894 als Primarlehrer in Niedererlinsbach und später in Schönenwerd.
Nach ersten poetischen Versuchen in der Zeitschrift der Studentenverbindung Wengia veröffentlichte er 1897 seinen ersten Gedichtband Liedli ab em Land und vier Jahre später mit beachtlichem Erfolg die Gschichtli ab em Land. 1903 konvertierte der gebürtige Katholik zur christkatholischen Kirche. In den folgenden Jahren wuchs Reinharts Bekanntheit mit der Veröffentlichung weiterer Novellen und Gedichte in solothurnischem Schweizerdeutsch sowie zunehmend auch hochdeutscher Erzählungen. Bedeutend ist sein biographischer Roman Mutterli, ein Lebensbild von 1935. Er behandelt die Lebensgeschichte der Schweizer Pionierin der Mädchenbildung, Elise Ruepp (1790–1873).
Nach Studien in Zürich und Bern wurde er zum Deutschlehrer an die Seminarabteilung der Kantonsschule Solothurn gewählt und übersiedelte in der Folge 1912 mit seiner Familie in die Kantonshauptstadt. Als Mitgründer und -herausgeber verschiedener Zeitschriften und Schriftenreihen, darunter der Jugendborn-Sammlung, durch sein Engagement bei der Organisation kultureller Veranstaltungen sowie in der Jugend- und Erwachsenenbildung, aber in erster Linie durch seine fortgesetzte schriftstellerische Tätigkeit – in der er sich im Bereich der Volksdichtung wieder stärker der Mundart zuwandte, die sich jedoch auch auf biographische und allgemeinbildende Werke für die Jugend (in standarddeutscher Sprache) erstreckte – wurde Josef Reinhart in der Stadt, in der er fortan lebte, zu einer sehr geachteten Persönlichkeit. Von 1924 bis 1927 war er Altgeselle (Vorsitzender) der Töpfergesellschaft Solothurn, einer 1857 gegründeten Vortragsgesellschaft.
Sein Wirken wurde durch verschiedene Ehrungen gewürdigt, unter anderem erhielt er 1936 einen Doktortitel ehrenhalber der Universität Bern. Von 1944 bis 1955 erschien im Verlag Sauerländer eine elfbändige Reinhart-Gesamtausgabe. Der 1945 in den Ruhestand getretene Autor veröffentlichte bis zu seinem Tod im Jahre 1957 zudem zahlreiche Artikel in Zeitungen und Zeitschriften. 1916, 1936 und 1952 gewann er Preise der Schweizerischen Schillerstiftung, 1944 den Jugendbuchpreis des Schweizerischen Lehrervereins.
Josef Reinhart starb am 14. April 1957 an den Folgen eines einige Tage zuvor erlittenen Hirnschlages. Er ist in einem vom Kanton gestifteten Ehrengrab auf dem Friedhof St. Niklaus bestattet.
Der Nachlass von Josef Reinhart befindet sich im Schweizerischen Literaturarchiv in Bern. Einzelne Werkmanuskripte sowie das Familienarchiv von Tochter und Schwiegersohn Zurschmiede-Reinhart mit Materialien zur Geschichte der Familien Reinhart werden in der Zentralbibliothek Solothurn aufbewahrt.

## Werke (Auswahl)

### Originalausgaben
- Liedli ab em Land, 1897
- Gschichtli ab em Land. Sauerländer, Aarau 1901
- Heimelig Lüt. Gschichte für zum Obesitz. Francke, Bern 1905
- Stadt und Land. Gschichte für zum Obesitz. Francke, Bern 1907
- Heimwehland. Geschichten aus einsamer Welt. Wiegandt & Grieben, Berlin 1910
- Im grüene Chlee. Neui Liedli ab em Land. Francke, Bern 1913
- Geschichten von der Sommerhalde. Francke, Bern 1917
- Waldvogelzyte. Gschichte vo deheim. Francke, Bern 1917
- ’s Mueterguet. Gschichten us mym Heimet. Reinhardt, Basel 1920
- Der Galmisbub. Geschichten für Jung und Alt. Francke, Bern 1922
- Dr Schuelheer von Gummetal. Gschichte-n- und Bilder us sym Läbe. Francke, Bern 1925
- Johann Heinrich Pestalozzi. Ein Lebensbild. Friedrich Reinhardt, Basel 1926
- Die Knaben von St. Ursen. Eine Bubengeschichte aus der Revolutionszeit. Francke, Bern 1928
- Die Schule des Rebellen. Eine neue Bubengeschichte aus der Revolutionszeit. Francke, Bern 1929
- Der Dokter us der Sunnegass. Gschichte und Bilder us sym Läbe. Francke, Bern 1931
- Helden und Helfer. Lebensbilder für die Jugend dargestellt. Sauerländer, Aarau 1931
- Das Licht der weissen Fluh. Eine Erzählung für die Jugend. Francke, Bern 1932
- Solothurner Lüt. Bilder und Geschichte. Sauerländer, Aarau 1935
- Mutterli. Ein Lebensbild. Sauerländer, Aarau 1935 (Biografie von Johann Heinrich Pestalozzis Schülerin Elise Ruepp)
- Lehrzyt. Bilder und Gschichten us mym Läbe. Francke, Bern 1938

### Werkausgabe
- Gesammelte Werke. 11 Bände. Sauerländer, Aarau 1944–55